# Liste der Bodendenkmäler in Stammham (bei Ingolstadt)
Auf dieser Seite sind die Bodendenkmäler in der oberbayerischen Gemeinde Stammham zusammengestellt. Diese Tabelle ist eine Teilliste der Liste der Bodendenkmäler in Bayern. Grundlage ist die Bayerische Denkmalliste, die auf Basis des Bayerischen Denkmalschutzgesetzes vom 1. Oktober 1973 erstmals erstellt wurde und seither durch das Bayerische Landesamt für Denkmalpflege geführt wird. Die folgenden Angaben ersetzen nicht die rechtsverbindliche Auskunft der Denkmalschutzbehörde.

## Bodendenkmäler der Gemeinde Stammham

### Bodendenkmäler in der Gemarkung Appertshofen
| Lage                                              | Objekt | Akten-Nr.     | Bild |
| ------------------------------------------------- | --- | ------------- | ---- |
| Appertshofen Stammham (bei Ingolstadt) (Standort) | Freilandstation des Mittelpaläolithikums und Siedlung des Jung- bis Endneolithikums.                                               | D-1-7134-0116 |      |
| Appertshofen Stammham (bei Ingolstadt) (Standort) | Untertägige mittelalterliche und frühneuzeitliche Teile im Bereich der Katholischen Pfarrkirche Mariä Heimsuchung in Appertshofen. | D-1-7134-0322 |      |
| Appertshofen Stammham (bei Ingolstadt) (Standort) | Siedlung vor- und frühgeschichtlicher Zeitstellung.                                                                                | D-1-7134-0323 |      |
| Appertshofen Stammham (bei Ingolstadt) (Standort) | Grabhügel vorgeschichtlicher Zeitstellung.                                                                                         | D-1-7134-0432 |      |
| Appertshofen Stammham (bei Ingolstadt) (Standort) | Wallanlage vor- und frühgeschichtlicher Zeitstellung.                                                                              | D-1-7134-0433 |      |
| Appertshofen Stammham (bei Ingolstadt) (Standort) | Grabhügel vorgeschichtlicher Zeitstellung.                                                                                         | D-1-7135-0073 |      |
| Appertshofen Stammham (bei Ingolstadt) (Standort) | Grabhügel vorgeschichtlicher Zeitstellung.                                                                                         | D-1-7135-0393 |      |
| Appertshofen Stammham (bei Ingolstadt) (Standort) | Grabhügel vorgeschichtlicher Zeitstellung.                                                                                         | D-1-7135-0396 |      |

### Bodendenkmäler in der Gemarkung Lenting
| Lage               | Objekt                           | Akten-Nr.     | Bild |
| ------------------ | -------------------------------- | ------------- | ---- |
| Lenting (Standort) | Straße der römischen Kaiserzeit. | D-1-7134-0304 |      |

### Bodendenkmäler in der Gemarkung Neuhau
| Lage                                        | Objekt | Akten-Nr.     | Bild |
| ------------------------------------------- | --- | ------------- | ---- |
| Neuhau Stammham (bei Ingolstadt) (Standort) | Freilandstation des Mittelpaläolithikums und des Mesolithikums, Siedlung des Endneolithikums oder der frühen Bronzezeit. | D-1-7134-0118 |      |
| Neuhau Stammham (bei Ingolstadt) (Standort) | Grabhügel vorgeschichtlicher Zeitstellung.                                                                               | D-1-7134-0310 |      |
| Neuhau Stammham (bei Ingolstadt) (Standort) | Viereckschanze der Latènezeit.                                                                                           | D-1-7134-0311 |      |
| Neuhau Stammham (bei Ingolstadt) (Standort) | Grabhügel vorgeschichtlicher Zeitstellung.                                                                               | D-1-7134-0312 |      |
| Neuhau Stammham (bei Ingolstadt) (Standort) | Grabhügel vorgeschichtlicher Zeitstellung.                                                                               | D-1-7134-0317 |      |
| Neuhau Stammham (bei Ingolstadt) (Standort) | Grabhügel vorgeschichtlicher Zeitstellung.                                                                               | D-1-7134-0318 |      |
| Neuhau Stammham (bei Ingolstadt) (Standort) | Grabhügel vorgeschichtlicher Zeitstellung.                                                                               | D-1-7134-0319 |      |
| Neuhau Stammham (bei Ingolstadt) (Standort) | Siedlung vor- und frühgeschichtlicher Zeitstellung.                                                                      | D-1-7134-0326 |      |
| Neuhau Stammham (bei Ingolstadt) (Standort) | Straße der römischen Kaiserzeit.                                                                                         | D-1-7134-0413 |      |
| Neuhau Stammham (bei Ingolstadt) (Standort) | Grabhügel vorgeschichtlicher Zeitstellung.                                                                               | D-1-7134-0437 |      |

### Bodendenkmäler in der Gemarkung Schelldorf
| Lage                             | Objekt                                    | Akten-Nr.     | Bild |
| -------------------------------- | ----------------------------------------- | ------------- | ---- |
| Schelldorf Kipfenberg (Standort) | Siedlung vorgeschichtlicher Zeitstellung. | D-1-7134-0105 |      |

### Bodendenkmäler in der Gemarkung Stammham
| Lage                                          | Objekt | Akten-Nr.     | Bild |
| --------------------------------------------- | --- | ------------- | ---- |
| Stammham Stammham (bei Ingolstadt) (Standort) | Grabhügel vorgeschichtlicher Zeitstellung.                                                                     | D-1-7134-0089 |      |
| Stammham Stammham (bei Ingolstadt) (Standort) | Grabhügel vorgeschichtlicher Zeitstellung.                                                                     | D-1-7134-0090 |      |
| Stammham Stammham (bei Ingolstadt) (Standort) | Mittelalterliche und frühneuzeitliche Befunde im Bereich der Katholischen Pfarrkirche St. Stephan in Stammham. | D-1-7134-0316 |      |
| Stammham Stammham (bei Ingolstadt) (Standort) | Siedlung vorgeschichtlicher Zeitstellung.                                                                      | D-1-7134-0320 |      |
| Stammham Stammham (bei Ingolstadt) (Standort) | Siedlung vor- und frühgeschichtlicher Zeitstellung.                                                            | D-1-7134-0321 |      |
| Stammham Stammham (bei Ingolstadt) (Standort) | Siedlung vor- und frühgeschichtlicher Zeitstellung.                                                            | D-1-7134-0324 |      |
| Stammham Stammham (bei Ingolstadt) (Standort) | Siedlung vorgeschichtlicher Zeitstellung.                                                                      | D-1-7134-0421 |      |
| Stammham Stammham (bei Ingolstadt) (Standort) | Siedlung vor- und frühgeschichtlicher Zeitstellung.                                                            | D-1-7134-0422 |      |
| Stammham Stammham (bei Ingolstadt) (Standort) | Grabhügel vorgeschichtlicher Zeitstellung.                                                                     | D-1-7134-0430 |      |

### Bodendenkmäler in der Gemarkung Westerhofen
| Lage                                             | Objekt | Akten-Nr.     | Bild |
| ------------------------------------------------ | --- | ------------- | ---- |
| Westerhofen Stammham (bei Ingolstadt) (Standort) | Freilandstation des Mittel- und des Jungpaläolithikums.                                                                     | D-1-7134-0119 |      |
| Westerhofen Stammham (bei Ingolstadt) (Standort) | Villa suburbana der römischen Kaiserzeit.                                                                                   | D-1-7134-0315 |      |
| Westerhofen Stammham (bei Ingolstadt) (Standort) | Untertägige mittelalterliche und frühneuzeitliche Teile im Bereich der Katholischen Filialkirche St. Martin in Westerhofen. | D-1-7134-0423 |      |
| Westerhofen Stammham (bei Ingolstadt) (Standort) | Untertägige frühneuzeitliche Befunde im Bereich des ehemaligen Hofmarkschlosses von Westerhofen.                            | D-1-7134-0424 |      |
| Westerhofen Stammham (bei Ingolstadt) (Standort) | Siedlung der römischen Kaiserzeit oder Wüstung des Mittelalters.                                                            | D-1-7134-0425 |      |